# 桥东街道 (太原市)
桥东街道，是中华人民共和国山西省太原市迎泽区下辖的一个乡镇级行政单位。

## 行政区划
桥东街道下辖以下地区：
桥东新街社区、南官坊社区、桥东北社区、桥东南社区、东岗社区、营盘社区、并州东街一社区、并州东街二社区、并州东街三社区、并州东街四社区、双塔寺街一社区、双塔寺街二社区、双塔寺街三社区、南内环街社区、建南铁路社区、双塔北路社区、南巷社区、迎宾社区和太堡社区。